# José Andrés Bacigalupo
José Andrés Bacigalupo (Buenos Aires, 19 de marzo de 1915-Buenos Aires, 16 de junio de 1955) fue un ingeniero químico argentino que desarrolló su carrera profesional en la Dirección General Yacimientos Petrolíferos Fiscales y luego en la Dirección General de Combustibles Sólidos Minerales.

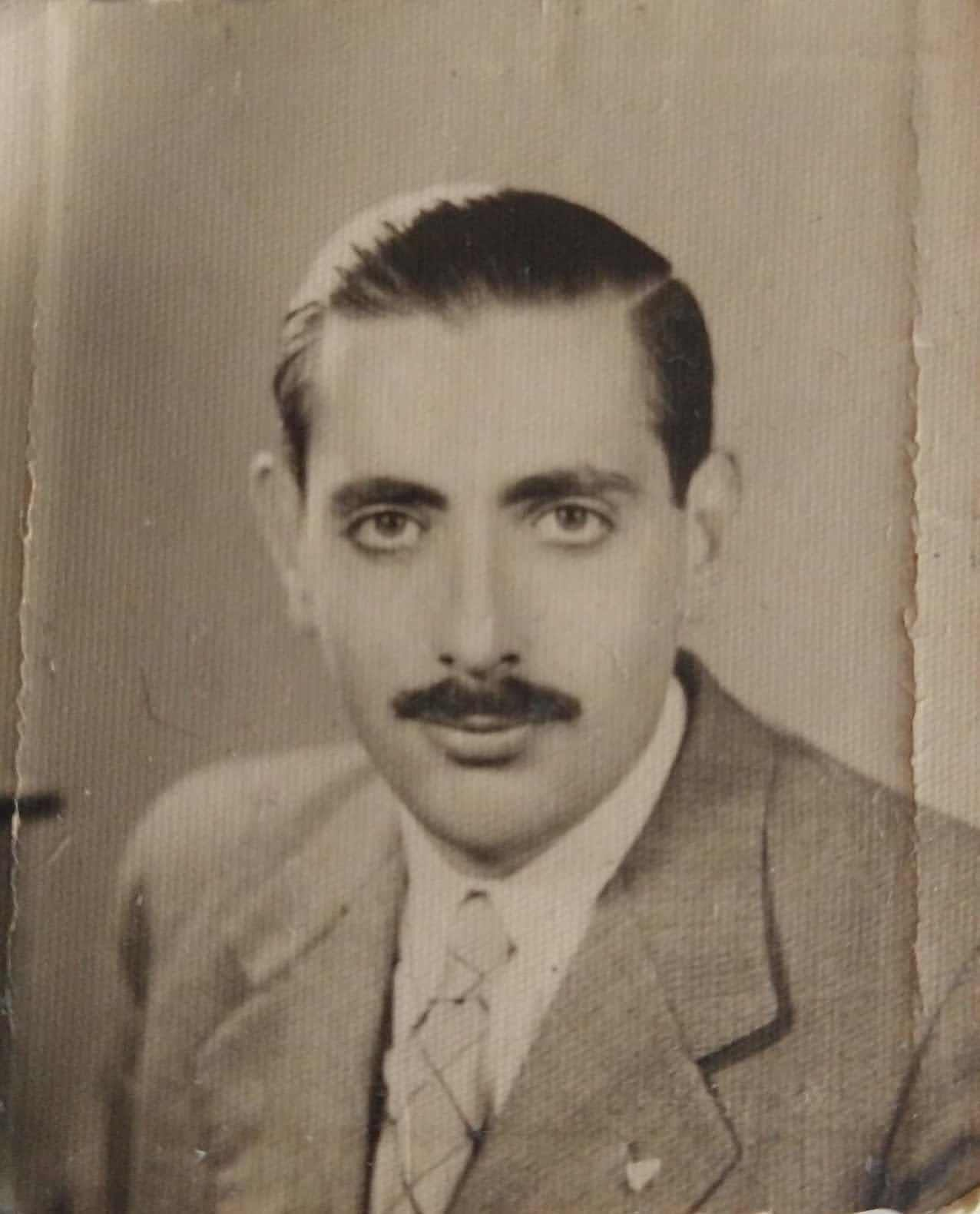
Foto de José Andrés Bacigalupo

## Estudios universitarios
Curso sus estudios universitarios en la ciudad de Santa Fe (Provincia de Santa Fe), en la Facultad de Ingeniería Química de la Universidad Nacional del Litoral, donde obtuvo el título de Ingeniero Químico. Posteriormente realizó nuevos estudios en la Facultad de Ingeniería de la Universidad de Buenos Aires donde se recibió de Ingeniero Especializado en Petróleo.

## Carrera profesional
A partir del 3 de abril de 1940 ingresó en la Dirección General Yacimientos Petrolíferos Fiscales, donde inicialmente fue destinado al laboratorio de investigaciones que esa empresa tenía en Florencio Varela (Provincia de Buenos Aires). Años después, al crearse la Dirección General de Combustibles Sólidos Minerales fue designado Jefe de la División Industrial. En el año 1948 fue ascendido a Jefe de Departamento y a partir del 1 de enero de 1952 llegó al cargo de Gerente Industrial. Durante su carrera profesional en estas empresas del estado realizó prolongadas estadías en la localidad de Río Turbio (Provincia de Santa Cruz), así como diversos viajes de formación y estudios en varios países, entre ellos: Estados Unidos, Gran Bretaña, Francia, Rusia, Bélgica y Checoeslovaquia.

## Fallecimiento
Su muerte trágica ocurrió el 16 de junio de 1955 a la edad de 40 años. Cuando regresaba del Laboratorio de Investigaciones de Combustibles Sólidos Minerales, ubicado en Quilmes, fue una de las numerosas víctimas que perecieron durante los bombardeos de Plaza de Mayo. Falleció a causa de hemorragias internas producidas por fragmentación de las bombas.

## Homenajes
La estación Río Turbio del Ramal ferroviario que une la mina de carbón de Río Turbio con el puerto de Punta Loyola, cerca de Río Gallegos, en el departamento Güer Aike de la Provincia de Santa Cruz (Argentina) llevó durante varios años su nombre en honor a la labor realizada para la explotación del carbón.
A su vez, una planta de tratamiento de carbón mineral y estéril de la mina de Río Turbio, llamada "Planta depuradora Ing. José A. Bacigalupo", lleva también su nombre.

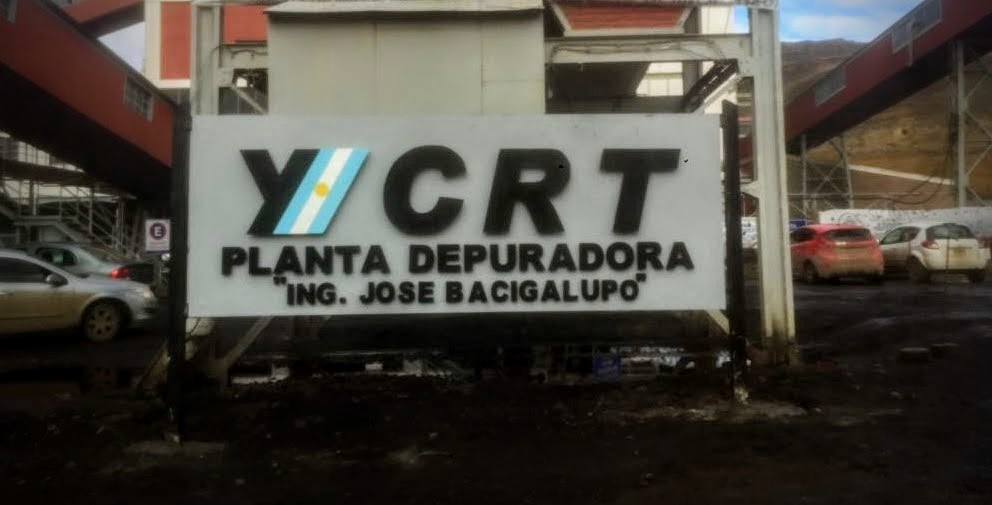
Cartel emplazado en el ingreso de la planta depuradora de carbón de YCRT la cual lleva por nombre Ing. José Bacigalupo, en tributo al mismo por todos los aportes realizados a la misma.

## Publicaciones
Publicaciones realizadas en revistas de YCRT donde se hace referencia al legado historia y dedicación del Ingeniero José Andrés Bacigalupo
http://ycrt.gob.ar/wp-content/uploads/2016/08/revistas/revista_n2.pdf
http://ycrt.gob.ar/wp-content/uploads/2016/08/revistas/revista_n14.pdf